# Emanuel von Ullmann
Emanuel Ritter von Ullmann (* 28. Februar 1843 in Petrowitz, Böhmen; † 4. April 1913 in Wien) war ein österreichischer Jurist und Hochschullehrer.

## Leben
Emanuel Ullmann studierte Rechtswissenschaften in Prag (1865 Dr. iur.) und Heidelberg (1866). 1872 war er ao. Professor für österreichisches Strafrecht, Strafprozess- und allgemeines Staatsrecht in Prag. Im selben Jahr wurde er als Professor für österreichisches Strafrecht und Rechtsphilosophie an die Universität Innsbruck berufen, wo er seine Lehrtätigkeit auf Völkerrecht ausdehnte. 1872/73 und 1873/74 Rektor, gehörte der Liberale Ullmann auch dem Tiroler Landtag an. Er war auch Mitglied des Innsbrucker Gemeinderats. 1885 wechselte er als Professor für Strafrecht und Strafprozess an die Universität Wien. In dieser Zeit wirkte er aktiv an der österreichischen Strafrechtsreform mit. 1889 übernahm er den Lehrstuhl für Strafrecht, Völkerrecht und allgemeines Staatsrecht an der Ludwig-Maximilians-Universität München; 1900/01 war er deren Rektor.
Ullmann verfasste mehrere Monographien zu den Bereichen Strafrecht („Das österreichische Strafprozeßrecht“, 1879; „Lehrbuch des deutschen Strafprocessrechts“, 1893) und Völkerrecht („Völkerrecht“, 1898, mit Widmung an Joseph Unger, Neubearbeitung 1908).
1886 erhielt er den Orden der Eisernen Krone III. Klasse und 1901 den Verdienstorden der Bayerischen Krone, mit dem eine Erhebung in den persönlichen Adel verbunden war.